# Лонгфорд Таун
«Ло́нгфорд Та́ун» (ирл. Cumann Peile Bhaile Longfort) — ирландский футбольный клуб из города Лонгфорд. Клуб основан в 1924 году, домашняя арена команды стадион «Сити Коллинг» вместимостью 6 850 зрителей. В настоящее время клуб выступает в первой лиге Ирландии, втором по силе дивизионе страны. Главным достижением клуба являются победы в кубке Ирландии в 2003 и 2004 годах.

## Достижения
Обладатель Кубка Ирландии (2)2003, 2004
Финалист Кубка Ирландии (2)2000/01, 2007
Обладатель Суперкубока Ирландии (1)2004
Финалист Суперкубка Ирландии (1)2003

## Выступления в еврокубках
| Сезон   | Турнир     | Раунд |                   | Клуб           | Счёт     |
| ------- | ---------- | ----- | ----------------- | -------------- | -------- |
| 2001/02 | Кубок УЕФА | Q     | Флаг Болгарии     | Литекс         | 1-1, 0-2 |
| 2004/05 | Кубок УЕФА | 1Q    | Флаг Лихтенштейна | Вадуц          | 0-1, 2-3 |
| 2005/06 | Кубок УЕФА | 1Q    | Флаг Уэльса       | Кармартен Таун | 2-0, 1-5 |

- Q — квалификационный раунд
- 1Q — первый квалификационный раунд